# Heinz Fischer-Heidlberger
Heinz Fischer-Heidlberger (* 5. Juni 1952 als Heinz Fischer in Buchen, Odenwald) war von Juli 2004 bis Juni 2016 Präsident des Bayerischen Obersten Rechnungshofs. Von Dezember 2009 bis Februar 2022 war er Vorsitzender der Kommission zur Ermittlung des Finanzbedarfs der Rundfunkanstalten.

## Laufbahn
Fischer-Heidlberger studierte von 1973 bis 1978 Rechtswissenschaften an der Universität Marburg und der Universität Würzburg.
Nach der Referendarzeit in Schweinfurt und Würzburg war er von 1981 bis 1983 Referent im Bayerischen Staatsministerium des Innern in der Kommunalabteilung und im Ministerbüro. Die Promotion zum Dr. jur. utr. erfolgte 1983 an der Universität Würzburg.
Von 1984 bis 1998 war er in der Bayerischen Staatskanzlei
- Persönlicher Referent des Bayerischen Ministerpräsidenten.
- Büroleiter des Leiters der Staatskanzlei
- Leiter der Abteilung Richtlinien der Politik sowie
- Leiter der Abteilung Wirtschafts-, Wissenschafts-, Verkehrs- und Umweltpolitik

Vom Januar 1999 bis Juni 2004 war er Amtschef des Bayerischen Staatsministeriums für Umwelt, Gesundheit und Verbraucherschutz.
Vom 1. Juli 2004 bis 30. Juni 2016 war er Präsident des Bayerischen Obersten Rechnungshofs.
Von 2007 bis 2022 gehörte er der Kommission zur Ermittlung des Finanzbedarfs der Rundfunkanstalten an, deren Vorsitzender er seit 1. Dezember 2009 war. Im Februar 2017 wurde er als Vorsitzender wiedergewählt. Zum 1. Februar 2022 schied er aus der Kommission aus.

## Auszeichnungen
- 2007: Bayerischer Verdienstorden